# Yves Bulteau
Pour les articles homonymes, voir Bulteau.
Yves Bulteau, né le 10 février 1955 à Fontenay-le-Comte (Vendée), est un écrivain français.

## Biographie
Après son bac, Yves Bulteau suit une formation de plombier. Il reprend des études jusqu'à obtenir une maîtrise de lettres. Il part ensuite enseigner le français en coopération au Pérou puis en Algérie.
Revenu en France, il décide en 1988 de se consacrer à l'écriture et d'en faire son métier. Il crée parallèlement, à Luçon, une petite maison d'édition qu'il nomme Hécate.
Il est l'auteur de livres publiés soit sous son patronyme soit sous divers pseudonymes, dans des genres variés (littérature jeunesse, roman policier, fantastique, horreur, science-fiction).

## Engagement politique
En 2012, il soutient Jean-Luc Mélenchon, candidat du Front de gauche à l'élection présidentielle.

## Œuvres
- Rock Star Vampire, Paris, le Pré aux Clercs, coll. Pandore, 2013
- Les Chants de la lune noire, Paris, Seuil, 2007-2008 (3 vol.)
- Le Triangle des bourreaux, Paris, les Contrebandiers, 2004
- La Cache maudite, Paris, A. Michel, coll. Le Furet enquête, 2001
- Lucy, St-Aulaire, J.-P. Ruiz, 2000 (illustrations de Jean-Paul Ruiz)
- Le Pied dans la citrouille, La Tour d'Aigues, Éd. de l'Aube, 2000
- Julie & Smaïn, Paris, Éd. Baleine, coll. Canaille-revolver, 2000
- Paso de la muerte, Paris, Éd. Baleine, coll. Instantanés de polar, 1998
- Naïma, Paris, Éd. Baleine, coll. Canaille-revolver, 1997

Sous divers pseudonymes, Yves Bulteau a écrit plus d'une centaine de romans de série tels que :
- Occupation des corps, Éd. Fleuve noir, coll. Gore, 1990 (sous le pseudonyme de Fétidus)
- La Mort putride, Paris, Éd. Fleuve noir, coll. Gore, 1989 (sous le pseudonyme de Fétidus)

## Distinctions
- Prix des écrivains de Vendée 2009 (pour la trilogie Les chants de la lune noire).